# Сельвовый чёрный кассик
Сельвовый чёрный кассик (лат. Cacicus koepckeae) — вид птиц рода чёрные кассики семейства трупиаловых. Видовое название присвоено в честь орнитолога Марии Кёпке.

## Классификация
Подвидов не выделяют.

## Распространение
Эндемики восточной части Перу (есть также упоминания о наличии представителей вида в прилежащем приграничном регионе Бразилии).

## Описание
Длина около 23 см. Стройные птицы с длинным хвостом. Окраска полностью чёрная, за исключением желтых крупа и кроющих надхвостья. Клюв и радужная оболочка голубовато-белые, а ноги темные.